# 拉姆班
拉姆班（Ramban），是印度查谟和克什米尔拉姆班縣的一个城镇。总人口5443（2001年）。

## 人口
该地2001年总人口5443人，其中男性3691人，女性1752人；0—6岁人口549人，其中男296人，女253人；识字率77.49%，其中男性为86.32%，女性为58.90%。